# Nigella icarica
Nigella icarica är en ranunkelväxtart som beskrevs av P.Arne K. Strid. Nigella icarica ingår i släktet nigellor, och familjen ranunkelväxter. Inga underarter finns listade i Catalogue of Life.